# نفيسة ضياء ضيوف
نفيسة ضياء ضيوف (بالإنجليزية: Nafissatou Dia Diouf)‏ (11 سبتمبر 1973، داكار في السنغال)؛ كاتِبة وشاعرة سنغالية.